# Myoidea
Super-famille
Les Myoidea sont une super-famille de mollusques bivalves marins.

## Liste des familles
Selon World Register of Marine Species (24 décembre 2020) :
- Corbulidae Lamarck, 1818
- Myidae Lamarck, 1809
- Pleurodesmatidae Cossmann, 1909 †
- Erodonidae Winckworth, 1932 accepté comme Erodoninae Winckworth, 1932

Selon ITIS (24 décembre 2020) :
- Corbulidae Lamarck, 1818
- Erodonidae Winkworth, 1932
- Myidae Lamarck, 1809
- Spheniopsidae Gardner, 1928